# Dolj
Dolj (IPA: [dolʒ])  županija nalazi se u južnoj Rumunjskoj u povjesnoj pokrajini Vlaškoj. Glavni grad županije Dolj je grad Craiova.

## Demografija
Po popisu stanovništva iz 2002. godine na prostoru županije Dolj živjelo je 734.231 stanovnika, dok je prosječna gustoća naseljenosti 99 km2.
- Rumunji - preko 96%[1]
- Romi - 3%
- Srbi i Bugari blizu 1%.

| Godina | Ukupno stanovnika |
| ------ | ----------------- |
| 1948.  | 615.301           |
| 1956.  | 642.028           |
| 1966.  | 691.116           |
| 1977.  | 750.328           |
| 1992.  | 762.142           |
| 2002.  | 734.231           |

## Zemljopis
Županija Dolj ima ukupnu površinu 7,414 km².
Na čitav prostor županije veliki utjecaj ima rijeka Dunav koja na jugu koja formira široku dolinu, s barama i kanalima. 6% županije je na području Oltenijske pustinje   Arhivirana inačica izvorne stranice od 6. travnja 2018. (Wayback Machine).

#### Susjedne županije
- Olt na istoku.
- Mehedinţi na zapadu.
- Gorj i Vâlcea na sjeveru.
- Vidin, Montana i Vratsa u Bugarskoj na jugu.

## Gospodarstvo
Poljoprivreda je glavna gospodarska grana u županiji. Županiji ima zemlje koja je pogodna za uzgoj žitarica, povrća i vina. Sve ostale industrije su uglavnom smještene u županijskom središtu gradu Craiova, koji je najveći grad u jugozapadnoj Rumunjskoj.
Glavne gospodarske grane u županije su:
- automobilska industrija
- električne opreme
- aeronautika
- kemijska industrija
- proizvodnja hrane i pića
- tekstilna industrija
- mehanika

Postoje dvije male luke na obali rijeke Dunav - Bechet i Calafat.

## Poznate osobe
- Corneliu Baba
- Tudor Gheorghe
- Alexandru Macedonski
- Titu Maiorescu
- Amza Pellea
- Francisc Şirato
- Marin Sorescu
- Nicolae Titulescu
- Ion Ţuculescu
- Nicolae Vasilescu-Karpen
- Mihai Viteazul

## Administrativna podjela
Županija Dolj podjeljena je na tri municipije, četiri grada i 104 općine.

### Municipiji
- Craiova
- Băileşti
- Calafat

### Gradovi
- Bechet
- Dăbuleni
- Filiaşi
- Segarcea

### Općine
| - Afumaţi - Almăj - Amărăştii de Jos - Amărăştii de Sus - Apele Vii - Argetoaia - Bârca - Bistreţ - Botoşeşti-Paia - Brabova - Brădeşti - Braloştiţa - Bratovoeşti - Breasta - Bucovăţ - Bulzeşti - Călăraşi - Calopăr - Caraula | - Cârcea - Cârna - Carpen - Castranova - Catane - Celaru - Cerăt - Cernăteşti - Cetate - Cioroiaşi - Ciupercenii Noi - Coşoveni - Coţofenii din Dos - Coţofenii din Faţă - Daneţi - Desa - Dioşti - Dobreşti - Dobroteşti | - Drăgoteşti - Drănic - Fărcaş - Galicea Mare - Galiciuica - Gângiova - Gherceşti - Ghidici - Ghindeni - Gighera - Giubega - Giurgiţa - Gogoşu - Goicea - Goieşti - Greceşti - Întorsura - Işalniţa - Izvoare | - Leu - Lipovu - Măceşu de Jos - Măceşu de Sus - Maglavit - Malu Mare - Mârşani - Melineşti - Mischii - Moţăţei - Murgaşi - Negoi - Orodel - Ostroveni - Perişor - Pieleşti - Piscu Vechi - Pleniţa - Pleşoi | - Podari - Poiana Mare - Predeşti - Radovan - Rast - Robăneşti - Rojişte - Sadova - Sălcuţa - Scăeşti - Seaca de Câmp - Seaca de Pădure - Secu - Siliştea Crucii - Şimnicu de Sus - Sopot - Tălpaş - Teasc - Terpeziţa | - Teslui - Ţuglui - Unirea - Urzicuţa - Valea Stanciului - Vârtop - Vârvoru de Jos - Vela - Verbiţa |